# Alphonsus Zong Huaimo
Alphonsus Zong Huaimo, Alphonse Zhong Huaimo OFM (chiń. 宗懷謨; ur. 2 kwietnia 1904 w Kuotsun, zm. w latach 70. XX w. w Pekinie) – chiński duchowny rzymskokatolicki, biskup Yantai, działacz Patriotycznego Stowarzyszenia Katolików Chińskich.

## Biografia
Pochodził z Shanxi, z katolickiego rodu, z którego pochodziło jeszcze dwóch innych biskupów, będących jego dalekimi krewnymi w tym samym pokoleniu. W 1925 wstąpił do Zakonu Braci Mniejszych. 19 kwietnia 1931 otrzymał święcenia prezbiteriatu i został kapłanem swojego zakonu.
14 czerwca 1951 papież Pius XII mianował go biskupem Yantai. 29 lipca 1951 w Pekinie przyjął sakrę biskupią z rąk biskupa Shuoxian Edgara Antona Häringa OFM.
Jego pontyfikat przypadł na czasy po zwycięstwie komunistów w chińskiej wojnie domowej. Nie wiadomo czy sprawował rzeczywiste rządy w swojej diecezji. Od połowy lat 50. Zong Huaimo współpracował z komunistycznymi władzami i mieszkał w Pekinie. Zaangażował się w działalność powstałego w 1957 Patriotycznego Stowarzyszenia Katolików Chińskich, m.in. jako współkonsekrator bez zgody papieża udzielił sakry koncesjonowanemu przez władze biskupowi pekińskiemu Josephowi Yao Guangyu. Od 1960 diecezja Yantai w strukturach Patriotycznego Stowarzyszenia Katolików Chińskich formalnie miała już innego biskupa.
Brak danych o jego losach podczas prześladowań rewolucji kulturalnej. W czasie jej trwania w 1973 lub 1975 (inne źródło podaje rok 1978, już po zakończeniu rewolucji kulturalnej) popełnił samobójstwo.